# Albert Bernhard Frank
Albert Bernhard Frank (17 de enero de 1839, Dresde - 27 de septiembre de 1900, Berlín) fue un biólogo, pteridólogo, micólogo y algólogo alemán. Fue el primero en utilizar los términos simbiosis, micorriza, tropismo y autótrofo.

## Biografía
Estudió Ciencias naturales, en particular botánica, a partir de 1861, alumno de Georg Heinrich Mettenius y de Heinrich Gustav Reichenbach, en la Universidad de Leipzig. Luego de su promoción en 1865, fue curador del Herbario de esa universidad y, en 1867, obtiene la habilitación a dirigir investigaciones. A partir de 1881 efectúa estudios en fisiología vegetal en la Escuela Superior de Agronomía de Berlín.
Obtuvo renombre por sus estudios en fitopatología de la cereza, de nabos, de los cereales y de la papa. Era conocido por hacer rápidamente explotable los resultados de sus estudios hacia la agricultura y la silvicultura.

## Algunas publicaciones

### Libros
- 1868. Beiträge zur Pflanzenphysiologie Leipzig

- 1881. Pflanzen-Tabellen zur leichten, schnellen und sicheren Bestimmung der höheren Gewächse Nord-und Mittel-Deutschlands, nebst 2 besonderen Tabellen zur Bestimmung der deutschen Holzgewächse nach dem Laube, sowie im winterlichen Zustande und einer Uebersicht über das natürliche System. Schmidt & Günther, Leipzig, 4., verb. presumiblemente ed. 1881. Universidad y Biblioteca Estatal de Dusseldorf

- 1893. Lehrbuch Der Botanik Nach Dem Gegenwartigen Stand Der Wissenschaft, vol. 1 (Libro de texto de Botánica De acuerdo con el estado actual de la ciencia). Ed. Engelmann. 669 pp. doi:10.5962/bhl.title.29599 Reeditó en 2010 BiblioBazaar, 686 pp. ISBN 1-144-42070-9

- -------, Paul C.M. Sorauer. 1896. Pflanzenschutz: Anleitung für den praktischen landwirt zur erkennung und bekämpfung der beschädigungen der kulturpflanzen. Im auftrage der Deutschen landwirtschafts-gesellschaft, Sonderausschuss für pflanzenschutz, vol. 1 (Protección de las Plantas: Guía práctica para el agricultor detectar y combatir los daños a los cultivos. En nombre de la Sociedad Alemana de Agricultura, Comisión Especial de Protección Fitosanitaria). Ed. Druck der Halleschen zeitung. 168 pp.

- 1896. Die Krankheiten Der Pflanzen (Las enfermedades de las plantas). Ed. von Eduard Trewendt. 2ª ed. Trewendt, Breslau 1895-96 doi:10.5962/bhl.title.46031 doi:10.5962/bhl.title.27057 263 pp. Reeditó en 2009 BiblioBazaar, 360 pp. ISBN 1-110-05151-4 Nabu Press 2012 ISBN 127591862X ISBN 978-1275918627

- -------, Franz Krüger. 1898. Monilia-Krankheit der Kirschbäume (Monilia enfermedad de los cerezos).

- -------, -------. 1900. Schildlausbuch: Beschreibung und Bekämpfung der für den deutschen Obst- und Weinbau wichtigsten Schildläuse (Schildlausbuch: Descripción y control de los alemanes en la fruta y la viticultura insectos importantes a escala). Ed. Parey. 120 pp.

- 2009. Die Tierparasitren Krankheiten Der Pflanzen. 386 pp. ISBN 1-110-71402-5

## Honores

### Epónimos
Género de bacteria
- Frankia Brunchorst 1886

- La abreviatura «A.B.Frank» se emplea para indicar a Albert Bernhard Frank como autoridad en la descripción y clasificación científica de los vegetales.[1]